# Like a House on Fire
Like a House on Fire es el sexto álbum de estudio de la banda inglesa de metal Asking Alexandria, y el segundo desde el regreso de Danny Worsnop. Fue lanzado el 15 de mayo de 2020 a través de Sumerian Records y siendo producido por Matt Good. El álbum muestra la continuidad del grupo de un sonido Hard Rock más directo y melódico, como se estableció en su anterior quinto álbum homónimo aunque con más desarrolló por parte de la instrumentación.
Según Ben Bruce este álbum es " El hijo de el álbum homónimo y From Death To Destiny, teniendo canciones pegajosas pero también algunas con un tono más maduro".

## Antecedentes y producción
El 11 de julio de 2019, la banda lanzó su nueva canción llamada "The Violence". El 6 de diciembre, la banda dio a conocer el remix dubstep de su canción "The Violence" del artista electrónico "Sikdope".
La banda hizo una gira para promocionar la canción llamada "The Violence Is Coming Tour". Meses después, cuando salió el segundo sencillo la banda confirmó que "The Violence" no formaría parte del nuevo álbum, aunque tiempo después dos semanas antes del lanzamiento se incluyó en el álbum junto a la canción "What's Gonna Be".
La banda anunció su gira principal después de dos años junto con Falling in Reverse, Wage War y Hyro the Hero, la gira se llama 'Like A House On Fire World Tour'. El 11 de febrero de 2020, la banda anunció que un nuevo sencillo llamado "They Don't Want What We Want (And They Don't Care)" se estrenará en Octane el 12 de febrero. El 4 de marzo, la banda anunció su próximo séptimo álbum de estudio titulado Like a House on Fire, que se lanzará el 15 de mayo de 2020. El mismo día, la banda lanzó el tercer sencillo del álbum titulado "Antisocialist" y su video musical correspondiente.

## Lista de canciones
| N.º | Título                                               | Duración |  |
| 1.  | «House on Fire»                                      | 3:33     |  |
| 2.  | «They Don't Want What We Want (And They Don't Care)» | 3:50     |  |
| 3.  | «Down to Hell»                                       | 3:30     |  |
| 4.  | «Antisocialist»                                      | 3:36     |  |
| 5.  | «I Don't Need You (feat. Grace Grundy)»              | 3:43     |  |
| 6.  | «All Due Respect»                                    | 3:55     |  |
| 7.  | «Take Some Time»                                     | 3:35     |  |
| 8.  | «One Turns to None»                                  | 3:25     |  |
| 9.  | «It's Not Me (It's You)»                             | 2:55     |  |
| 10. | «Here's to Starting Over»                            | 3:50     |  |
| 11. | «What's Gonna Be»                                    | 3:30     |  |
| 12. | «Give You Up»                                        | 3:40     |  |
| 13. | «In My Blood»                                        | 4:10     |  |
| 14. | «The Violence»                                       | 4:40     |  |
| 15. | «Lorazepam»                                          | 4:20     |  |

## Canciones Bonus
| N.º | Título                          | Duración |  |
| 16. | «The Violence (Remix versión)»  | 3:03     |  |
| 17. | «Antisocialist (Piano versión)» | 3:25     |  |

## Personal

### Asking Alexandria
- Danny Worsnop: voz principal.
- Ben Bruce: guitarra líder, segunda voz, coros, teclados
- Cameron Liddell: guitarra rítmica.
- Sam Bettley: bajo .
- James Cassells: batería.

### Producción
- Matt Good: productor
- Joe Grayem: coproductor en la pista 14
- Brand Birtwistle: coproductor en la pista 14
- Sam Malko: coproductor en la pista 14